# Azzurramento
L'azzurramento è un metodo rapido per la verifica della planarità di una superficie, utilizzando un piano di riferimento come campione. Questa metodologia è utilizzata tradizionalmente nelle officine meccaniche, e specie in quelle che si occupano d'aggiustaggio.
L'azzurramento si basa su un semplice principio: se due superfici sono messe a contatto, i punti a quota più elevata (rispetto alla parte interna del pezzo) si toccano, quelli a quote più basse no. Dunque, se si sporca d'inchiostro la superficie piana di riferimento, su quella soggetta a verifica si evidenziano macchie di colore nei punti a quota più elevata.
Questo metodo presenta il vantaggio di indicare chiaramente e intuitivamente la posizione delle aree a quota più elevata della superficie in esame.
Come inchiostro si usa il blu di Prussia disciolto in olio, da cui il termine "azzurramento". Questo colorante presenta diversi vantaggi:
- si spande facilmente sul piano di riferimento;
- lubrifica e riduce gli attriti quando le superfici sono messe a contatto;
- si pulisce facilmente.

Al posto del blu di Prussia, può essere usato anche il minio o il nerofumo.

## Verifica planarità
Le fasi per l'esecuzione della verifica della planarità si possono così elencare:
1. distendere sul piano di riferimento un leggero ed uniforme strato d'inchiostro, con l'ausilio di un tampone di feltro o di un diedro;
2. far scorrere la superficie da verificare sul piano di riferimento dal lato più lungo, esercitando una leggera pressione sul pezzo sotto esame;
3. sollevare la superficie venuta a contatto con il piano ed esaminarla.

Nell'esame del risultato tenere presente le seguenti indicazioni:
- le aree a quota più elevata (che sono entrate quindi in diretto contatto con il piano di riferimento) oltre ad essere evidenziate dalla colorazione blu, risultano anche leggermente brunite;
- le aree a quota intermedia (che sono riuscite a raccogliere inchiostro) sono colorate;
- le aree a quota più bassa (che si sono trovate lontane dal piano di riscontro) sono pulite;
- l'uniformità nella disposizione delle macchie colorate è indice di una superficie planare, ma non perfetta;
- se le aree colorate sono poche e concentrate, è indice che la superficie presenta grossi errori di planarità;
- quando la superficie è completamente colorata, è perfettamente piana (non sempre è però richiesto un tale grado d'accuratezza).

Nell'esecuzione della verifica è importante esercitare una pressione ugualmente distribuita su tutto il pezzo, altrimenti la superficie potrebbe colorarsi solo in alcuni posti.
A seconda della quantità d'inchiostro spalmata sul piano, si può modulare la risoluzione della verifica di planarità: maggiore è la quantità di d'inchiostro, maggiore sarà lo spessore del velo di colore e minore sarà la risoluzione con cui verranno evidenziate le differenti quote.
L'operazione di strofinamento del pezzo da verificare consuma la superficie del piano di riferimento; per questo motivo va fatta utilizzando tutta la superficie del piano. Se si usasse solo la parte centrale, come verrebbe spontaneo, alla lunga il piano di riferimento diventerebbe concavo, e sarebbe dunque inutilizzabile. 
Altre attenzioni da porre per preservare la qualità de piano di riferimento sono:
- assicurarsi dell'assenza di limatura di ferro sul pezzo;
- verificare che il pezzo in esame non presenti sbavature.

Per pulire il pezzo è utile farlo scorrere sugli spigoli del piano. 

## Verifica ortogonalità
L'azzurramento può essere utilizzato anche per la verifica dell'ortogonalità tra due superfici. In questo caso, oltre ad un piano di riferimento, si fa uso di squadre o prismi di riscontro. La squadra, poggiata sul piano di riferimento, realizza due superfici esattamente ortogonali.
Le fasi per la verifica dell'ortogonalità si possono così elencare:
1. si distende sul piano di riferimento lo strato d'inchiostro;
2. si poggia la squadra sul piano;
3. su quest'ultima si fa aderire la superficie di riferimento del pezzo sotto esame;
4. facendo scorrere il pezzo sulla squadra, lo si poggia sul piano di riferimento;
5. si fa scorrere il blocco squadra-pezzo sul piano;
6. analizzando la disposizione delle macchie della superficie del pezzo in contatto con il piano di riferimento, se ne può valutare il grado ortogonalità.

## Verifica accoppiamenti
L'azzurramento può essere utilizzato anche per la verifica di un accoppiamento meccanico tra due pezzi.
In questo caso l'inchiostro viene steso su un elemento, poi viene chiuso l'accoppiamento. Riaprendo l'accoppiamento e osservando la superficie dell'altro elemento, si può osservare quali sono le superfici di contatto.
Un esempio dove questa verifica è molto usata è nella realizzazione di stampi, per verificare la perfetta chiusura delle parti che li costituiscono.